# Privatización del agua en Marruecos
La privatización del agua en Marruecos se remonta a la época del Protectorado francés, cuando la mayoría de los sistemas de suministro de agua se administraban bajo concesión privada. Después de la independencia, la empresa privada fue nacionalizada, pero a mediados de la década de 1990 el gobierno marroquí privatizó nuevamente los servicios de agua y alcantarillado, junto con la distribución de electricidad, en cuatro ciudades. El proceso de privatización comenzó con la concesión de Casablanca a Lyonnaise des Eaux (actual Suez) en 1997, seguida de la concesión para la capital Rabat en 1998 y otra concesión para Tánger y Tetuán a Veolia Environnement. En 2009, las empresas privadas proporcionaron servicios de agua y saneamiento al 38 % de la población urbana del país. 

## Historia
Durante el protectorado francés de Marruecos, que comenzó en 1912, el suministro de agua de Casablanca, Rabat, Salé, Tánger y Meknes era proporcionado por la empresa privada francesa Société Marocaine de Distribution d'eau, de gaz et d'électricité (SMD), filial de Lyonnaise des Eaux, bajo contratos de concesión. Estos contratos se terminaron cuando Marruecos se independizó en 1956, con lo que los servicios públicos municipales se hicieron responsables del suministro de agua y la distribución de electricidad en las principales ciudades del reino.
Casablanca: a principios de la década de 1990, la empresa pública municipal Régie Autonome Intercommunale de Distribution d'Eau et d'Electricité de Casablanca (RAD) tenía un historial de servicio deficiente. Por lo tanto, «después de la intervención directa del rey Hassan», el gobierno decidió a mediados de la década de 1990 incorporar una empresa privada para administrar las redes de agua, alcantarillado y electricidad de la ciudad. Lyonnaise des Eaux bajo su CEO Jérôme Monod, asesor cercano de Jacques Chirac, negoció el contrato con el ministro del Interior, Driss Basri. El prolongado proceso de negociaciones para el contrato estuvo acompañado de intensas críticas de la prensa, la asociación comercial marroquí Confédération Générale des Entreprises du Maroc y los concejales de la ciudad. Finalmente, un consorcio liderado por Lyonnaise des Eaux (ahora SUEZ) recibió la concesión a 30 años sin una licitación competitiva. Lyonnaise des Eaux regresó a una ciudad donde ya había prestado servicios durante casi medio siglo. El consorcio se llamó Lydec y originalmente incluía Lyonnaise des Eaux (35 %), Elyo (24 %), Agbar (5 %), EdF (18 %) y Endesa (España) (18 %). El contrato se firmó el 28 de abril de 1997 entre Jérôme Monod, CEO de Lyonnaise des Eaux, y Abdelmoughit Slimani, Presidente del Consejo del Gran Casablanca (Communauté Urbaine de Casablanca).
En 2008, el contrato de concesión se negoció nuevamente para proporcionar un mejor equilibrio entre ambos socios, limitando la tasa de rendimiento del concesionario del 14,6 % al 11,7 % y requiriéndole que aumentara sus inversiones en 1000 millones de dirham. Además, los aumentos automáticos de tarifas se limitarán a situaciones específicas, como aumentos en las tarifas de agua o electricidad a granel.
Rabat: después de negociaciones directas en 1998, se firmó una concesión para Rabat en enero de 1999 con REDAL, una empresa compuesta por un socio portugués (Electrocidade), uno español (Urbaser) y uno marroquí (Alborada). La concesión tuvo problemas desde el principio. Según una presentación de funcionarios del gobierno marroquí, «la empresa no estaba lista», los cuatro socios no estaban coordinados, la puesta en marcha fue lenta, no se cumplieron las obligaciones contractuales, lo que condujo a reuniones tumultuosas, contestación de proyectos de ley y protestas. Como resultado, los accionistas fundadores transfirieron su patrimonio a Vivendi Environnement.
Tánger y Tetuán: la concesión de Tánger y Tetuán, que abarca 23 municipios con 1,1 millones de habitantes, se adjudicó en enero de 2002 tras una licitación competitiva. Se recibieron siete ofertas, de las cuales una se descartó por inconformidad. Las seis ofertas incluyeron grupos liderados por Lyonnaise des Eaux (Francia), Enron (EE. UU.), Thames Water (Reino Unido), Union Fenosa (España) SAUR (Francia) y Vivendi (Francia). Las ofertas se evaluaron sobre la base de criterios técnicos y financieros combinados en una sola puntuación. El contrato fue otorgado al grupo liderado por Vivendi, que utilizó el nombre de marca Amendis. El nombre formal del grupo es Société des eaux et d'électricité du Nord (SEEN), formado por Vivendi, Hydro-Québec International (Canadá) y ONA (Marruecos).

## Regulación
Las contrapartes públicas (autoridades delegadas) de las concesiones en Marruecos son los municipios. Cada autoridad delegante ha establecido un comité técnico para regular los contratos, compuesto por representantes de la municipalidad, el Ministerio del Interior y el concesionario. El comité revisa los planes de trabajo e informes. Además, aproximadamente un año después de la firma de los contratos en Casablanca y Rabat, se establecieron comisiones de supervisión locales. Además, se creó una comisión de supervisión a nivel nacional. A partir de 2002, el gobierno concluyó que los miembros que representaban a la autoridad delegante en el comité técnico en Casablanca se sintieron limitados por la falta de experiencia en comparación con los especialistas del concesionario privado. Por otro lado, el concesionario consideró que había interferencia en la gestión de los servicios. Esto mejoró levemente después de la creación de la comisión de supervisión local en Casablanca. Esta experiencia influyó en el diseño de los contratos de concesión en Tánger y Tetuán, donde se agregaron cláusulas para proteger a los consumidores y las comisiones de supervisión local se incluyeron en el diseño del contrato desde el inicio.

## Inversión
El plan de inversión a 30 años de Lydec totaliza 30 mil millones de dirham marroquí. Según una fuente, 21 mil millones de esta suma provendrán de las tarifas de conexión pagadas por los nuevos clientes a un fondo, 8,2 mil millones provendrían de préstamos del Banco y de generación interna de efectivo, y 0,8 mil millones serían en forma de capital que la subsidiaria recaudaría. ejecutando la concesión. Según otra fuente, el concesionario no proporcionará ningún patrimonio significativo, ni tomará prestada deuda significativa. En cambio, generará el 87.8 % de su contribución de 6300 millones de dirham utilizando su conocimiento técnico y comercial para movilizar fondos de sus clientes. El resto se movilizaría a través de tarifas de conexión. Según Lydec, la compañía invirtió 7.7 mil millones de dirham entre 1997 y 2008, de los cuales la compañía financió 4.4 mil millones. El 33 % de la inversión fue para saneamiento, el 23 % para suministro de agua, el 34 % para electricidad y el 10 % fueron inversiones que beneficiaron a los tres sectores. Una parte sustancial de las inversiones en saneamiento se dedicó a la gestión de aguas pluviales.

## Resultados
Casablanca: según Lydec, las encuestas muestran que más del 90 % de sus clientes han notado mejoras: menor tiempo de espera en los centros de atención al cliente, procedimientos simplificados, reparaciones más rápidas, facturación más confiable y menos inundaciones. Además, la compañía dice que ahorró 25 millones de metros cúbicos de agua potable en 2002 en comparación con la situación anterior a la concesión.
Otras ciudades: según Amendis, durante los primeros cinco años de su concesión en Tánger y Tetuán, amplió el sistema de recolección y tratamiento de aguas residuales en las dos ciudades y proporcionó 40 000 conexiones subsidiadas de agua y aguas residuales. El nivel de agua no contabilizada se ha reducido del 32 % en 2002 al 19 % en 2008 en Rabat, y del 41 % al 21 % en Tánger, según Veolia.

## Aranceles
Casablanca: según el contrato de concesión de Casablanca, las tarifas se ajustan anualmente en función de un índice de precios definido en el contrato. Si el aumento de tarifa resultante es inferior al 3 %, se aplica automáticamente. Si es más del 3 %, la empresa privada y el estado deciden sobre las medidas a tomar. Si no se toma una decisión dentro de dos meses, la empresa puede aplicar un aumento de tarifas del 3% mientras las partes contratantes deciden cómo lidiar con el aumento de tarifas restante. Los aumentos en las tarifas de agua a granel y en las tarifas de producción de electricidad se transfieren automáticamente a los consumidores, en base al principio «sin pérdida, sin ganancia». Entre 1997 y 2001, la tarifa promedio de agua en Casablanca aumentó en un 35 % y la tarifa promedio de alcantarillado en un 34 %. Sin embargo, la tarifa eléctrica disminuyó un 6 %. Durante la gestión pública de RAD, las tarifas de agua aumentaron en un 60 % entre 1990 y 1995. Sin embargo, este aumento se debió en gran medida a un aumento en las tarifas de agua a granel cobradas por ONEP a RAD.
Otras ciudades: con respecto a las concesiones de Veolia, los aumentos de tarifas en el período 2007-10 fueron más bajos de lo requerido contractualmente, según Veolia. La compañía afirma que el gobierno le debe 93 millones de dirham (US $ 11,5 millones) debido a aumentos de tarifas no implementados. Los aumentos en las tarifas para el agua a granel suministrada por la empresa pública ONEP a las empresas privadas, así como los aumentos en las tarifas de electricidad, no pueden transferirse automáticamente a los consumidores.